# Digul
Digul – indonezyjska rzeka w prowincji Papua w południowej części Nowej Gwinei. Źródła znajdują się na stokach Puncak Mandala (4760 m n.p.m.) w Górach Śnieżnych. Długość 525 km. Wpływa do Morza Arafura, tworząc deltę. W dolnym odcinku, żeglowna. Przepływa przez zabagnioną nizinę. Główne miasta i porty rzeczne: Tanahmerah, Bade, Mapi.